# Uniwersum DC: Bohaterowie i Złoczyńcy
Uniwersum DC: Bohaterowie i Złoczyńcy – kolekcja komiksów o superbohaterach i superzłoczyńcach wydawnictwa DC Comics, takich jak Batman, Superman, Liga Sprawiedliwości, Wonder Woman, Harley Quinn, Joker, wydawana od sierpnia 2021 nakładem wydawnictwa Hachette i rozpowszechniana w dystrybucji kioskowej jako dwutygodnik. Każdy tom kolekcji jest zbiorem wydanych już wcześniej kilku zeszytów danej serii komiksowej, składających się zwykle na jeden lub dwa wątki narracyjne.
Uniwersum DC: Bohaterowie i Złoczyńcy jest polskim wariantem kolekcji, która ukazuje się na międzynarodowym rynku: od 2021 w Wielkiej Brytanii i Hiszpanii.
Na grzbiecie każdego tomu znajduje się fragment ilustracji z komiksowymi postaciami. Kolekcja została zaplanowana na 120 tomów.

## Lista tomów
W tabeli podane są po kolei tomy, które należą do kolekcji.
| Tom | Tytuł                                                                    | Tytuł oryginału                                                    | Zawartość | Data wydania w Polsce |
| --- | ------------------------------------------------------------------------ | ------------------------------------------------------------------ | --- | --------------------- |
| 1   | Batman: Gotham to ja                                                     | Batman: I am Gotham                                                | Batman: Rebirth #1 (sierpień 2016); Batman vol 3 #1–6 (sierpień 2016 - listopad 2016); Batman Annual #1 (styczeń 2017) | 2021.03.24 2021.08.18 |
| 2   | Harley Quinn: Gorączka w mieście                                         | Harley Quinn: Hot in the City                                      | Batman: Harley Quinn (październik 1999); Harley Quinn #0–7 (styczeń 2014 - sierpień 2014) | 2021.04.07 2021.09.01 |
| 3   | Superman: Dla człowieka, który ma wszystko i inne opowieści o Supermanie | Superman: For the Man who Has Everything & Other Superman Stories  | Superman Annual #11 (wrzesień 1985); DC Comics presents #85 (wrzesień 1985); Superman #423 (wrzesień 1986); Action Comics #583 (wrzesień 1986); Green Lantern/Superman: Legend of the Green Flame (listopad 2000) | 2021.04.21 2021.09.15 |
| 4   | Wonder Woman: Orędowniczka                                               | Wonder Woman: Down to Earth                                        | Wonder Woman vol 2 #195–202 (październik 2003 - maj 2004) | 2021.05.05 2021.09.29 |
| 5   | Batman: Co się stało z krzyżowcem w pelerynie?                           | Batman: Whatever Happened to the Caped Crusader?                   | Batman #686 (kwiecień 2009); Detective Comics #853 (czerwiec 2009); Batman: Black and White #2 (lipiec 1996); Secret Origins #36 (styczeń 1989); Secret Origins Special (październik 1989); Batman Annual #11 (lipiec 1987) | 2021.10.13            |
| 6   | Flash: Odrodzenie                                                        | Flash: Rebirth                                                     | Flash: Rebirth #1-6 (czerwiec 2009 - kwiecień 2010); The Flash Secret Files and Origins 2010 #1 (maj 2010) | 2021.10.27            |
| 7   | Nieskończony Kryzys: Projekt OMAC                                        | Infinte Crisis: Omac Project                                       | Countdown To Infinite Crisis #1 (maj 2005); Superman #217 (lipiec 2005); The Omac Project #1–6 (czerwiec 2005 - maj 2006) | 2021.11.10            |
| 8   | Aquaman: Z głębin                                                        | Aquaman: The Trench                                                | Aquaman #0 (listopad 2012); Aquaman #1–6 (listopad 2011 - kwiecień 2012) | 2021.11.24            |
| 9   | Superman i Batman: World's Finest - Strażnicy sprawiedliwości            | World's Finest                                                     | World's Finest #1–3 (sierpień 1990 - październik 1990) | 2021.12.08            |
| 10  | Joker: Ostatni śmiech                                                    | Joker: Last Laugh                                                  | Joker: Last Laugh Secret Files And Origins #1 (grudzień 2001); Joker: Last Laugh #1–6 (grudzień 2001 - styczeń 2002) | 2021.12.22            |
| 11  | Legion Samobójców: Czarna Krypta                                         | Suicide Squad: The Black Vault                                     | Harley Quinn And The Suicide Squad April Fools' Special #1 (czerwiec 2016); Suicide Squad: Rebirth #1 (październik 2016); Suicide Squad #1–4 (październik 2016 - grudzień 2016); Suicide Squad: War Crimes Special #1 (październik 2016) | 2022.01.05            |
| 12  | Moc Shazama!                                                             | The Power of Shazam!                                               | The Power Of Shazam! #1–4 (marzec 1995 - czerwiec 1995) | 2022.01.19            |
| 13  | Legenda Hawkmana                                                         | Legend of the Hawkman                                              | Legend Of The Hawkman #1–3 (lipiec 2000 - wrzesień 2000) | 2022.02.02            |
| 14  | Człowiek ze stali                                                        | Man of Steel                                                       | The Man Of Steel #1–6 (październik 1986 - grudzień 1986) | 2022.02.16            |
| 15  | Zielona strzała: Łucznicy                                                | Green Arrow: The Longbow Hunters                                   | Green Arrow: The Longbow Hunters #1–3 (sierpień 1987 - październik 1987); Green Arrow: The Wonder Year #1–4 (luty 1993 - maj 1993) | 2022.03.02            |
| 16  | Wonder Woman: Odrodzenie: Rok Pierwszy                                   | Wonder Woman: Year One                                             | Wonder Woman vol 5 #2 #4 #6 #8 #10 #12 #14 (wrzesień 2016 - marzec 2017) | 2022.03.16            |
| 17  | JLA - Liga Sprawiedliwości: Nowy porządek świata                         | JLA; New World Order                                               | JLA #1-9 (styczeń - wrzesień 1997) | 2022.03.30            |
| 18  | Starman: Grzechy ojca                                                    | Starman: Sins of the Father                                        | Starman vol 2 #0-6 (październik 1994 - kwiecień 1995) | 2022.04.13            |
| 19  | Lex Luthor: Czarny pierścień Tom 1                                       | The Black Ring Volume 1                                            | Action Comics #890-896 (sierpień 2010 - luty 2011) Secret Six vol 3 #29 (marzec 2011) | 2022.04.27            |
| 20  | Nieskończony Kryzys: Tom 1                                               | Infinite Crisis Vol. 1                                             | INFINITE CRISIS #1–4 (grudzień 2005 - marzec 2006) INFINITE CRISIS SPECIAL: DAY OF VENGEANCE #1 (marzec 2006) INFINITE CRISIS SECRET FILES #1 (kwiecieć 2006) INFINITE CRISIS SPECIAL: RANN-THANAGAR WAR #1 (kwiecieć 2006) | 2022.05.11            |
| 21  | Hawkworld - Jastrzębi Świat: Jako w górze, tak i na dole                 | Hawkworld - As Above, So Below                                     | Hawkworld #1-3 | 2022.05.25            |
| 22  | Nieskończony Kryzys Tom 2                                                | Infinite Crisis Vol. 2                                             | Zeszyty: INFINITE CRISIS vol. 1 #5–7 (kwiecień - czerwiec 2006); SUPERMAN vol. 1 #226 (kwiecień 2006); ACTION COMICS vol. 1 #836 (kwiecień 2006); ADVENTURES OF SUPERMAN vol. 1 #649 (kwiecień 2006); INFINITE CRISIS SPECIAL: THE OMAC PROJECT vol. 1 #1 (maj 2006); INFINITE CRISIS SPECIAL: VILLAINS UNITED vol. 1 #1 (czerwiec 2006) Pogrubienie - zeszyty zdublowane (zeszyty INFINITE CRISIS vol. 1 #5–7 zostały wcześniej zawarte w komiksie "Nieskończony kryzys" wydanym w ramach DC Deluxe przez Egmont Polska) | 2022.06.08            |
| 23  | Batman: Nieopowiedziana Legenda                                          | Untold Legend of Batman                                            | Zeszyty: UNTOLD LEGEND OF THE BATMAN vol. 1 #1–3 (lipiec – wrzesień 1980) oraz pojedyncze historie ‘THERE IS NO HOPE IN CRIME ALLEY!' z DETECTIVE COMICS vol. 1 #457 (marzec 1976); ‘TO KILL A LEGEND' z DETECTIVE COMICS vol. 1 #500 (marzec 1981); ‘THE MAN WHO FALLS' z SECRET ORIGINS (marzec 1990); ‘THE CASE OF THE CHEMICAL SYNDICATE' z DETECTIVE COMICS vol. 2 #27 (marzec 2014) Pogrubienie – zeszyty zdublowane (historia "THE CASE OF THE CHEMICAL SYNDICATE" z DETECTIVE COMICS vol. 2 #27 została wcześniej zawarta w komiksie "Batman – Detective Comics. Tom 5: Gothtopia" wydanym w ramach Nowe DC Comics przez Egmont Polska) | 2022.06.22            |
| 24  | Kryzys na Nieskończonych Ziemiach Tom 1                                  | Crisis on Infinte Earths Vol. 1                                    | Zeszyty: CRISIS ON INFINITE EARTHS vol. 1 #1–6 (kwiecień - wrzesień 1985); DC COMICS PRESENTS vol. 1 #86 (październik 1985); LEGENDS OF THE DC UNIVERSE: CRISIS ON INFINITE EARTHS #1 (luty 1999) Pogrubienie - zeszyty zdublowane (zeszyty CRISIS ON INFINITE EARTHS vol. 1 #1–6 zostały wcześniej zawarte w komiksie "Kryzys na Nieskończonych Ziemiach" wydanym w ramach DC Deluxe przez Egmont Polska) | 2022.07.06            |
| 25  | Superman i Legion Superbohaterów                                         | Superman and the Legion of Superheroes                             | Zeszyty: ACTION COMICS vol. 1 #858–863 (grudzień 2007 – maj 2008) Pogrubienie - zeszyty zdublowane (zeszyty ACTION COMICS vol. 1 #858–863 zostały zawarte w komiksie "Superman i Legion Superbohaterów" wydanym w ramach Wielkiej Kolekcji Komiksów DC Comics przez Eaglemoss Publications) | 2022.07.20            |
| 26  | Kryzys na Nieskończonych Ziemiach Tom 2                                  | Crisis on Infinte Earths Vol. 2                                    | CRISIS ON INFINITE EARTHS #7–12; DC COMICS PRESENTS #87; SUPERMAN #414 Zeszyty zdublowane (zeszyty CRISIS ON INFINITE EARTHS vol. 2 #7–12 zostały wcześniej zawarte w komiksie "Kryzys na Nieskończonych Ziemiach" wydanym w ramach DC Deluxe przez Egmont Polska) | 2022.08.03            |
| 27  | Batman: Złamane Miasto                                                   | Batman: Broken City                                                | BATMAN #620–625; 'SCARS' Z BATMAN: GOTHAM KNIGHTS #8; 'BATMAN' Z WEDNESDAY COMICS #1–12; 'ROOKIE' Z DETECTIVE COMICS #1027 | 2022.08.17            |
| 28  | Superman, Batman, Shazam: Legendy                                        | Legends                                                            | BATMAN #401; DETECTIVE COMICS #568; LEGENDS #1–6 | 2022.08.31            |
| 29  | Aquaman: W Niełasce                                                      | Aquaman: The Drowning                                              | AQUAMAN: REBIRTH #1; AQUAMAN #1–6 | 2022.09.14            |
| 30  | Lex Luthor: Czarny Pierścień Tom 2                                       | Lex Luthor: The Black Ring Volume 2                                | ACTION COMICS ANNUAL #13; ACTION COMICS #897–900 | 2022.09.28            |
| 31  | Flashpoint: Zaburzone Kontinuum                                          | Flashpoint                                                         | THE FLASH #8–12; FLASHPOINT #1–5 | 2022.10.12            |
| 32  | Deathstroke: Miasto Zabójców                                             | Deathstroke: City of Assassins                                     | NEW TITANS #70; DEATHSTROKE, THE TERMINATOR #1–9 | 2022.10.26            |
| 33  | Wonder Woman: Bogowie Gotham                                             | Wonder Woman: Gods of Gotham                                       | WONDER WOMAN #164–167; WONDER WOMAN: THE HIKETEIA | 2022.11.09            |
| 34  | Ptaki Nocy: Polowanie                                                    | Birds of Prey: Manhunt (or beginnings)                             | BLACK CANARY/ORACLE: BIRDS OF PREY #1; BIRDS OF PREY: MANHUNT #1–4; BIRDS OF PREY: REVOLUTION #1; BIRDS OF PREY: WOLVES #1; BIRDS OF PREY: BATGIRL #1 | 2022.11.23            |
| 35  | Legion Samobójców: Próba Ognia                                           | Suicide Squad: Trial by Fire                                       | SECRET ORIGINS #14; SUICIDE SQUAD #1–8 | 2022.12.07            |
| 36  | Godzina Zero: Kryzys W Czasie                                            | Zero Hour: Crisis in Time                                          | 'SUM ZERO' Z SHOWCASE '94 #8–9; ZERO HOUR #4–0; GREEN LANTERN #0 | 2022.12.21            |
| 37  | Legion Superbohaterów: Nadciągająca Ciemność                             | Legion of Super-Heroes: The Gathering Darkness                     | LEGION OF SUPER-HEROES #285–289; LEGION OF SUPER-HEROES ANNUAL #1 | 2023.01.04            |
| 38  | Liga Sprawiedliwości: Ścieżka Tornada                                    | Justice League of America: Tornado's Path                          | JUSTICE LEAGUE OF AMERICA #0–7 | 2023.01.18            |
| 39  | Superman Na Cztery Pory Roku                                             | Superman for All Seasons                                           | SUPERMAN FOR ALL SEASONS #1–4; 'WHEN CLARK MET BRUCE' Z SUPERMAN/BATMAN SECRET FILES 2003; 'PROM NIGHT' Z SOLO #1; 'SAM'S STORY' Z SUPERMAN/BATMAN #26 | 2023.02.01            |
| 40  | Flash: Zabójcza Prędkość                                                 | Flash: Terminal Velocity                                           | THE FLASH #92–100, THE FLASH #0 | 2023.02.15            |
| 41  | Liga Sprawiedliwości: Końce i Początki                                   | Justice League of America: Endings & Beginnings                    | JUSTICE LEAGUE OF AMERICA #258–261; JUSTICE LEAGUE #1–6; JUSTICE LEAGUE INTERNATIONAL #7 | 2023.03.01            |
| 42  | Nieskończony Kryzys: Poświęcenie                                         | Infinite Crisis: Sacrifice                                         | SUPERMAN #219; ACTION COMICS #829; ADVENTURES OF SUPERMAN #642–643; WONDER WOMAN #219–221 | 2023.03.15            |
| 43  | Aquaman: Kroniki Atlantydy                                               | Atlantis Chronicles                                                | ATLANTIS CHRONICLES #1–7 | 2023.03.29            |
| 44  | Flash i Green Lantern: Odważni i Bezwzględni                             | Flash & Green Lantern: The Brave and the Bold                      | FLASH & GREEN LANTERN: THE BRAVE AND THE BOLD #1–6 | 2023.04.12            |
| 45  | Ptaki Nocy: Wielkie Umysły Myślą Podobnie                                | Birds of Prey: Of Like Minds                                       | BIRDS OF PREY #56–61 | 2023.04.26            |
| 46  | Booster Gold: Wielki Upadek                                              | Booster Gold: The Big Fall                                         | BOOSTER GOLD #1–12 | 2023.05.10            |
| 47  | Liga Sprawiedliwości: Koszmary i Raj                                     | Justice League: Nightmares and Paradise                            | JUSTICE LEAGUE: A MIDSUMMER'S NIGHTMARE #1-3; JLA: PARADISE LOST #1–3 | 2023.05.24            |
| 48  | Wydział Gotham: Wrażliwe Cele                                            | Gotham Central: Soft Targets                                       | GOTHAM CENTRAL #1–2, 6–10, 12–15 | 2023.06.07            |
| 49  | Legion Samobójców: Kopniak w zęby                                        | Suicide Squad: Kicked in the Teeth                                 | SUICIDE SQUAD#1–8 | 2023.06.21            |
| 50  | JSA Stowarzyszenie Sprawiedliwości: Następna Epoka                       | Justice Society of America: The Next Age                           | JUSTICE SOCIETY OF AMERICA #1–4, 7–8 | 2023.07.05            |
| 51  | Green Lantern. Opowieści o Korpusie Zielonych Latarni                    | Tales of the Green Lantern Corps                                   | TALES OF THE GREEN LANTERN CORPS #1–3; OPOWIEŚCI Z GREEN LANTERN #148, 161–162, 164–167, 171–173, 179–180, 182–183, 183, 188–190, OMEGA MEN #26–27, TALES OF THE GREEN LANTERN CORPS ANNUAL #2–3 | 2023.07.19            |
| 52  | Legion Trzech Światów                                                    | Legion of 3 Worlds                                                 | ACTION COMICS #864; Final Crisis: Legion of 3 Worlds #1–5 | 2023.08.02            |
| 53  | Batman: Killer Croc Powstaje                                             | Batman: Rise of the Killer Croc                                    | DETECTIVE COMICS #523-526; BATMAN #357-359 | 2023.08.15            |
| 54  | Supersynowie: Kiedy dorosnę                                              | Super Sons: When I Grow Up                                         | SUPER SONS#1–5; SUPER SONS ANNUAL #1 | 2023.08.30            |
| 55  | Stowarzyszenie Sprawiedliwości: Przyjdź królestwo twoje - Tom 1          | Justice Society of America: Thy Kingdom Come Vol. 1                | JUSTICE SOCIETY OF AMERICA #9–17; JUSTICE SOCIETY OF AMERICA ANNUAL #1 | 2023.09.13            |
| 56  | Rozpęta się Piekło                                                       | Underworld Unleashed                                               | UNDERWORLD UNLEASHED #1–3; UNDERWORLD UNLEASHED: APOKOLIPS – DARK UPRISING #1; UNDERWORLD UNLEASHED: ABYSS – HELL'S SENTINEL #1; UNDERWORLD UNLEASHED: BATMAN – DEVIL'S ASYLUM #1; UNDERWORLD UNLEASHED: PATTERNS OF FEAR #1 | 2023.09.27            |
| 57  | Wonder Woman - Odrodzenie: Kłamstwa                                      | Wonder Woman: The Lies                                             | WONDER WOMAN #1, 3, 5, 7, 9, 11 | 2023.10.11            |
| 58  | Ptaki Nocy: Na skrzydłach                                                | Birds of Prey: On Wings                                            | BIRDS OF PREY #1–8; ‘ROBIN & ORACLE' Z BATMAN: GOTHAM CITY SECRET FILES #1 | 2023.10.25            |
| 59  | All-Star Batman: Mój najgorszy wróg                                      | All-Star Batman: My Own Worst Enemy                                | ALL-STAR BATMAN #1–9 | 2023.11.08            |
| 60  | Ostatnia Noc                                                             | Final Night                                                        | THE FINAL NIGHT PREVIEW; THE FINAL NIGHT #1-4; PARALLAX: EMERALD NIGHT #1; GREEN LANTERN #81 | 2023.11.22            |
| 61  | Deathstroke: Zawodowiec                                                  | Deathstroke: The Professional                                      | DEATHSTROKE: REBIRTH #1; DEATHSTROKE #1–8 | 2023.12.06            |
| 62  | Sekretna Szóstka: Szóstka z piekła rodem                                 | Secret Six: Six Degrees of Devastation                             | SECRET SIX #1–6 | 2023.12.20            |
| 63  | Legion Superbohaterów: Wielka Ciemność                                   | Legion of Super-Heroes:The Great Darkness                          | LEGION OF SUPER-HEROES #290–294; LEGION OF SUPERHEROES ANNUAL #3; LEGION OF SUPER-HEROES ANNUAL #2 | 2024.01.03            |
| 64  | Green Lantern Z Sektora Kosmicznego 2814                                 | Green Lantern: Space Sector 2814                                   | GREEN LANTERN #172-176, 178-183, 185-186 | 2024.01.17            |
| 65  | Legenda Aquamana                                                         | Legend of Aquaman                                                  | AQUAMAN SPECIAL #1; AQUAMAN #1-5 | 2024.01.31            |
| 66  | Kosmiczna Odyseja                                                        | Cosmic Odyssey                                                     | COSMIC ODYSSEY #1-4 | 2024.02.14            |
| 67  | Superman: Odrodzenie Legendy                                             | Superman: The Legend Reborn                                        | SUPERMAN #1-4; ACTION COMICS #584-586; ADVENTURES OF SUPERMAN #426 | 2024.02.28            |
| 68  | All-Star Squadron: Kryzys na Ziemi Prime                                 | Justice League of America/All-Star Squadron: Crisis on Earth Prime | ALL-STAR SQUADRON #1-3, 14-15; JUSTICE LEAGUE OF AMERICA #207-209 | 2024.03.13            |
| 69  | Nieskończony Kryzys: Zemsta i Sumienie                                   | Infinite Crisis: Vengeance and Conscience                          | JSA #73–76; JLA #115–119 | 2024.03.27            |
| 70  | Aquaman: Czas i Pływy                                                    | Aquaman: Time & Tide                                               | AQUAMAN: TIME & TIDE #1-4; AQUAMAN #1-2, 0, 3-4 | 2024.04.10            |
| 71  | JLA - Liga Sprawiedliwości: Saga o błyskawicy                            | Justice League of America: The Lightning Saga                      | JUSTICE LEAGUE OF AMERICA #8-12; JUSTICE SOCIETY OF AMERICA #5–8 | 2024.04.24            |
| 72  | All-Star Squadron: Saga o Ultra-Humanicie                                | All Star Squadron: The Ultra-Humanite Saga                         | ALL STAR SQUADRON #21-26; ALL STAR SQUADRON ANNUAL #2 | 2024.05.08            |
| 73  | Green Lantern: Szmaragdowy Zmierzch                                      | Green Lantern: Emerald Twilight                                    | GREEN LANTERN #48-54 | 2024.05.22            |
| 74  | Superman. Odrodzenie: Próby Supersynów                                   | Superman: Rebirth: Trials of The Super Sons                        | SUPERMAN #7-13 | 2024.06.05            |
| 75  | Nowi Młodzi Tytani: Terminator i Trygon                                  | New Teen Titans: Terminator and Trigon                             | 'NEW TEEN TITANS: WHERE NIGHTMARES BEGIN!' Z DC COMICS PRESENTS #26; NEW TEEN TITANS #1-8 | 2024.06.19            |
| 76  | Batgirl: Najmroczniejsze Odbicie                                         | Batgirl: The Darkest Reflection                                    | BATGIRL #1-8 | 2024.07.03            |
| 77  | Vigilante: Samozwańczy Stróż Prawa                                       | Vigilante                                                          | NEW TEEN TITANS ANNUAL #2, VIGILANTE #1-7 i 17-18 | 2024.07.17            |
| 78  | Nightwing: Rycerz W Blüdhaven                                            | Nightwing: A Knight in Blüdhaven                                   | NIGHTWING #1-11 | 2024.07.31            |
| 79  | Supergirl: Rządy Supermenów Cyborgów                                     | Supergirl: Reign of the Cyborg Supermen                            | SUPERGIRL REBIRTH #1, SUPERGIRL #1-7 | 2024.08.14            |
| 80  | Wonder Woman: Prawda                                                     | Wonder Woman: The Truth                                            | WONDER WOMAN #13, #15, #17, #19, #21, #23, #24, #25 | 2024.08.28            |
| 81  | Nowi Młodzi Tytani: Próby Terminatora                                    | New Teen Titans: The Trials of the Terminator                      | THE NEW TEEN TITANS #34, THE NEW TEEN TITANS #39, TALES OF THE TEEN TITANS #42-44, 53-55, TALES OF THE TEEN TITANS ANNUAL #3 | 2024.09.11            |
| 82  | Catwoman: Wielki skok                                                    | Catwoman: Streets & Scores                                         | CATWOMAN: SELINA’S BIG SCORE; CATWOMAN #1-4 | 2024.09.25            |
| 83  | Batman: Rycerze Gotham                                                   | Batman: Gotham Knights                                             | GOTHAM KNIGHTS #1-11 | 2024.10.09            |
| 84  | Green Lantern: Odrodzenie                                                | Green Lanter: Rebirth                                              | GREEN LANTERN: REBIRTH #1-6 | 2024.10.23            |
| 85  | Nieskończony Kryzys: Pakt złoczyńców                                     | Infinite Crisis: Villains United                                   | VILLAINS UNITED #1-6, INFINITE CRISIS SPECIAL: VILLAINS UNITED #1 | 2024.11.06            |
| 86  | Batman: Nocturna i Nocny Złodziej                                        | Batman: Nocturna and the Night-Thief                               | Detective Comics #529-530, 542-547, Batman #363, 376-381 | 2024.11.20            |
| 87  | Stowarzyszenie Sprawiedliwości: Przyjdź królestwo twoje - Tom 2          | Justice Society of America: Thy Kingdom Come Vol. 2                | Justice Society of America #18-22; Justice Society of America Kingdom Come Special Superman; Justice Society of America Kingdom Come Special Magog; Justice Society of America Kingdom Come Special: The Kingdom | 2024.12.04            |
| 88  | Batman: Gracz po drugiej stronie                                         | Batman: Player on the Other Side                                   | Batman Annual #8”, „Odważni i Bezwzględni #200”, „Batman Special #1”, „Batman Annual #9 | 2024.12.18            |
| 89  | Green Lantern: Wojny Korpusu Sinestro - Tom 1                            | Green Lantern: Sinestro Corps War Vol.1                            | Green Lantern: Sinestro Corps Special #1; Green Lantern #21–23; Green Lantern Corps #14–16; Tales Of The Sinestro Corps: Parallax #1 | 2025.01.01            |
| 90  | Batgirl: Odrodzenie                                                      | Batgirl: Rebirth                                                   | Batgirl #1-11 | 2025.01.15            |
| 91  | Green Lantern: Wojny Korpusu Sinestro - Tom 2                            | Green Lantern: Sinestro Corps War Vol.2                            | Tales Of The Sinestro Corps: Cyborg Superman #1; Green Lantern #24–25; Green Lantern Corps #17–19; Tales Of The Sinestro Corps: Superman-Prime #1; Tales Of The Sinestro Corps: Ion #1 | 2025.01.29            |
| 92  | JLA – Liga Sprawiedliwości: Opoka                                        | JLA: Rock of ages                                                  | JLA#10-17, New Year’s Evil: Prometheus #1 | 2025.02.12            |
| 93  | Superman: Syn Supermana                                                  | Superman: Rebirth: Son of Superman                                 | Superman: Rebirth #1, Superman #1-6 | 2025.02.26            |
| 94  | Widmowa Strefa                                                           | The Phantom Zone                                                   | Widmowa Strefa #1-4, DC Comics Presents #97 | 2025.03.12            |
| 95  | Liga Sprawiedliwości: Kryzys na nowej Genesis                            | Justice League of America:Crisis on New Genesis                    | Amerykańska Liga Sprawiedliwości #183-185,195-197, 200 | 2025.03.26            |
| 96  | Infinity Inc.: Saga pokoleń                                              | Infinity Inc.: The Generation Saga                                 | Infinity Inc. #1-10 | 2025.04.09            |
| 97  | Batman: Detektyw Mroczny Rycerz                                          | Batman: Dark Knight Detective                                      | Detective Comics #569-574; 'Ostatnia kolejka u McSurleya’ z Batman: Gotham Knights #25 | 2025.04.23            |
| 98  | Wonder Woman: Bogowie i śmiertelnicy                                     | Wonder Woman: Gods & Mortals                                       | Wonder Woman #1-9 | 2025.05.07            |
| 99  | Kosmiczne spotkania                                                      | DC Comic Presents: Cosmic Encounters                               | DC Comics Presents #26-29, 36-37, 43 | 2025.05.21            |
| 100 | Nieskończony kryzys: Wojna Ranna z Thanagarem                            | Infinite Crisis Rann-Thanagar War                                  | Hawkman #46, Wojna Ranna z Thanagarem #1-6 | 2025.06.04            |
| 101 | Batman: Wszechświat                                                      | Batman Universe                                                    | Batman: Wszechświat #1-6 | 2025.06.18            |
| 102 | Supergirl: Kobieta Jutra                                                 | Supergirl: Woman of Tomorrow                                       | Supergirl: Kobieta Jutra #1-8 | 2025.07.02            |
| 103 | Joker: Na swoim                                                          | Joker: The Series                                                  | Batman #251, Batman #260, The Joker #1-10 | 2025.07.16            |
| 104 | Batman: Dziesięć Nocy Bestii                                             | Batman: Ten Nights of the Beast                                    | Batman #414-423 | 2025.07.30            |
| 105 | Liga Sprawiedliwości kontra Legion Samobójców                            | Justice League vs. Suicide Squad                                   | Justice League vs. Suicide Squad #1-6; Suicide Squad #8-10: Justice League #12-13 | 2025.08.13            |
| 106 | Batman: Tajemnica Czerwonego Kaptura                                     | Batman: Under the Red Hood                                         | Batman #635-641, #645-650, Batman Annual #25; fragmenty Batman #617-618, #629-630 | 2025.08.27            |
| 107 | Człowiek ze stali                                                        |                                                                    | Action Comics #1000, DC Nation #0 i The Man of Steel #1-6 | 2025.09.10            |
| 108 | Joker: Zemsta                                                            |                                                                    | Batman: The Joker War Zone #1, The Joker #1-4, 6-9, 11-15 | 2025.09.24            |
| 109 | Batman: Sekta                                                            |                                                                    | Batman: The Cult #1-4 | 2025.10.08            |